# Trisungo
Trisungo (Trësùnghë in dialetto locale) è una frazione del comune di Arquata del Tronto in provincia di Ascoli Piceno, nella regione Marche ed appartiene all'ente territoriale della Comunità montana del Tronto.
Il piccolo centro si allunga ai bordi della vecchia consolare Salaria, sulla riva destra del fiume Tronto, godendo del panorama del paese e della Rocca di Arquata del Tronto.

## Geografia fisica
È situato a 601 m s.l.m. nell'alta Valle del Tronto, stretto dalle alte vette che lo circandano tra le quali quella del monte Vettore (2476 m s.l.m.) Il contesto ambientale è inserito all'interno di due aree protette, il Parco nazionale del Gran Sasso e Monti della Laga e il Parco nazionale dei Monti Sibillini. La zona è ricca di sorgenti, verdi prati, grandi aree boschive e pascoli d'alta quota.

## Toponimo
Il toponimo risulterebbe dalla variazione dei lemmi: «tres» e «jungo» e quindi composto dalle parole: «tre» e «congiunto», utili per indicare il punto dove si incontravano le tre strade che attraversavano il paese, quali: il «Vorsus», il sentiero che si dirigeva a Borgo di Arquata e proseguiva per Forca di Presta, la Salaria e la strada che portava a Colle. Anche il piccolo centro era diviso in tre rioni, quali: «Contrada Ponte», la più vecchia, «Vicinato» e «Trisungo».

Giulio Amadio attribuisce il significato di questo toponimo alla parola «trisulco, equivalente a trifido». L'autore spiega come al lemma latino trifido corrisponda la parola greca «triglifo» (tríglyphos), un elemento architettonico e decorativo dell'ordine dorico. Secondo questa interpretazione etimologica, l'insediamento urbano dovrebbe essersi sviluppato intorno ad un edificio che mostrava questo tipo di fregio.

## Storia

### Cronologia storica essenziale
- 1798 - Nel testo del Tomo 1 della Collezione di carte pubbliche, proclami, editti, ragionamenti ed altre produzioni tendenti a consolidare la rigenerata Repubblica Romana si trova menzione di Trisungo nell'elenco dei paesi appartenenti al Dipartimento del Tronto del Cantone di Acquasanta. [4]

- 1831 - Nel testo dell'Indice di tutti i luoghi dello Stato Pontificio colla indicazione della rispettiva Legazione o Delegazione in che sono compresi nel Distretto Governo e Comune da cui dipendono le Diocesi alle quali sono essi soggetti e coll'epilogo in fine dei Distretti e Governi di ciascuna Legazione o Delegazione desunto dall'ultimo riparto territoriale ripromesso coll'Editto del 5 luglio 1831 questo paese risulta come: «Frazione di Arquata soggetta a quel Governo: Distretto, Delegazione e Diocesi di Ascoli. Anime 424.»

#### Dogana di Bollettone
Nell'anno 1786, nell'Editto Generale sulle gabelle alle Dogane dei Confini dello Stato Pontificio, il paese di Trisungo risulta sede di una Dogana di Bollettone della Soprintendenza di Ascoli, nel territorio dello Stato Pontificio ai confini col Regno di Napoli. 
Nell'ambito della direzione territoriale ascolana, nell'anno 1832, nel Manuale di legge organica, ossia Istruzione elementare ad uso degli impiegati delle dogane dello Stato Ecclesiastico, si trovavano complessivamente 7 dogane, compresa quella della città, e tra le restanti 6 si annoverava anche quella di Trisungo.  
Nella descrizione si legge: «Nel centro del paese di aria salubre è posta la Dogana distante dalla Soprintendenza 15 miglia, dal confine 4 miglia, da Roma 185 miglia, e dopo 7 miglia si trova la Terra d'Accumoli di Regno. Questa Dogana è di qualche importanza per l'introduzione, ed estrazione dei Commestibili, più che ogni merce estera.» 
Nel 1837, Antonio Tosti, Tesoriere Generale della Reverenda Camera Apostolica, nella compilazione dello Stradale Finanziero con cui notificava a papa Gregorio XVI l'elenco de' Porti, Scali e Strade legali e stabiliva i posti doganali lungo il confine del Regno di Napoli con la Soprintendenza Doganale di Ascoli includeva Trisungo come «Bollettone di Prima classe, fino a miglior collocazione.» Il Bollettone era una barriera doganale che riscuoteva tasse, rilasciava ricevute di transito, «ma non poteva autorizzare la costituzione di convogli legali d'importazione»
Alla dogana di Trisungo si poteva arrivare attraverso il percorso di due strade: la «non rotabile da Grisciano, Dogana Napolitana», che con il suo percorso attraversava il Tronto e passava per la Villa di Vezzano e l'altra strada che attraversava il paese di Poggio d'Api nel Regno di Napoli e proseguiva per Colle di  Arquata, Spelonga e Faete per arrivare direttamente a Trisungo.

## Monumenti e luoghi d'interesse

### Architetture religiose

#### Chiesa di Santa Maria delle Grazie
Nel XVI secolo nella frazione era già esistente la chiesa dedicata a san Giacomo divenuta troppo piccola per contenere tutta la popolazione durante le funzioni e per questa ragione si sentì l'esigenza di costruire un nuovo edificio religioso.
Le 25 famiglie Petrucci, residenti nel paese, scrissero una petizione ai canonici di San Giovanni in Laterano per ottenere il consenso di edificare una nuova chiesa sull'altra sponda del fiume adducendo testualmente: riusciva incomodo al popolo del Rione Ponte partecipare a tutte le funzioni religiose, specie d'inverno quando per l'abbondanza delle acque era più che mai difficile per i vecchi, per i fanciulli e per le donne incinte guatar fiume.

Nell'anno 1580 fu concesso l'ordine di poter costruire una chiesa dedicata a Santa Maria delle Grazie, ultimata nel 1585. L'edificio, dalle dimensioni modeste, si presenta con una facciata semplice e priva di ornamenti. Il portale del XVI secolo reca alcuni elementi decorativi del '400. Il campanile aguzzo, il portale e l'altare, dedicato alla Madonna delle Grazie, sono realizzati in conci di pietra arenaria tipica del luogo.

La chiesa si sviluppa in una sola navata coperta da un tetto a capanna. Ai lati dell'ingresso due finestre rettangolari danno luce all'ambiente. Il suo interno era stato decorato con pitture murali che risalirebbero ai secoli XVI e XVII, danneggiati da una piena del fiume Tronto avvenuta nel XVIII secolo, quando la chiesa per questa necessità ha subito i primi restauri. Nel 1832, sulla parete di sinistra è stata scavata una nicchia per ospitare una tomba gentilizia. Un'altra nicchia è stata aperta per accogliere l'altare ligneo dedicato alla Madonna Addolorata ed al Cristo morto.

Un altro importante restauro ha avuto luogo nel 1932, quando sono stati rinvenuti sette affreschi ricoperti dopo la piena del fiume. Meritevole di interesse è quello centrale della parete di destra, raffigurante sant'Antonio abate, ritratto in atteggiamento benedicente, riconoscibile sia dal tau apposto sulla pellegrina gialla, simbolo che durante il medioevo identificava il santo eremita, e sia dalla campanella sul pastorale e dal muso del maialino che si osserva in basso. Lo sfondo dell'affresco descrive un paesaggio agreste con greggi, ovini e pastori, voli di uccellini ed in alto a destra una chiesa. Ai lati due candelieri ed in basso sotto la cornice la scritta: TEMPORE REVENNI PIETRAGNILI PETRUTTII.

A fianco di sant'Antonio abate vi è l'affresco di san Giovanni Battista con la scritta: "QUESTA OP. A. F. FARE JOVAN VINCENZO DE IOVANO P. VOTO 1595". Altri affreschi raffigurano la Madonna col Bambino e tre santi, quali: sant'Agostino d'Ippona, san Pietro e san Paolo.

### Architetture civili

#### La casa più antica del paese del 1500
Nel Rione Ponte si trova la casa più antica del paese. Discretamente conservata, mostra una nicchia affrescata sopra all'ingresso e uno scudo murato con incisa la data 1515. Sulla facciata principale sono presenti anche il volto alato di angelo scolpito su un architrave ed una civetta che sorregge un altro architrave.

#### Il Cippo miliare
La pietra miliare, rinvenuta a Trisungo, appartenuta alla via Salaria nel corso del I secolo a.C., è attualmente murata a ridosso di uno spigolo di casa Laudi, dimora privata settecentesca, situata lungo la riva destra del fiume Tronto.

Il cippo reca incisa un'epigrafe, databile tra il 16-15 a.C., che documenta gli esiti della delibera di un Senato Consulto, del 22 a.C. con cui l'imperatore Augusto ha disposto un intervento risarcitorio e conservativo della consolare lungo la Valle del Tronto. Il reperto archeologico è stato trovato il 13 gennaio 1831 nel letto del fiume Tronto, nel tratto che scorre dirimpetto a casa Laudi. A rinvenire il miliario romano, rotolato nell'alveo del corso d'acqua e di cui non si conosce l'esatta ed originale collocazione, è stato l'ingegner Provinciali, responsabile delle opere di fortificazione presso questo villaggio sottoposto al Governo d'Arquata. Dagli scritti di Gabriele Lalli si apprende che lo stesso ingegnere, con sollecitudine, dopo aver disegnato e descritto il miliario ha inviato, in data 29 maggio 1831, il suo elaborato alla Commissione Ausiliaria di Belle Arti della Delegazione apostolica di Ascoli in osservanza dell'art. 56 dell'editto del cardinale camerlengo Bartolomeo Pacca, promulgato il 7 aprile 1820, per la «cura degli antichi monumenti e la protezione delle arti.» La norma sanciva il divieto assoluto di «guastare gli avanzi di delle antiche celebri strade, interessando sommamente la loro conservazione». 

La notizia di questa scoperta è stata resa nota nel Bullettino dell'Instituto di corrispondenza archeologica, pubblicato nell'anno 1831, in cui compare la relazione redatta da Carlo Fea, Commissario delle antichità. La pietra è costituita da un frammento di rocchio di una colonna in travertino, rastremata verso l'alto, larga alla base 74,5 cm ed alla sommità 64 cm. Aveva lo scopo di esprimere la distanza progressiva dal punto di origine della strada. In questo caso segnava il novantanovesimo miglio della via Salaria da Roma. Oltre alla distanza, vi si trova scolpito anche il nome dell'imperatore Augusto che ha restaurato la strada.
 
Nel testo dell'epigrafe miliaria, scandita in 5 righe, si legge:
AUGUSTUS . COS . XI .

TRIBV . POTEST . VIII .

EX . S . C .
 
XCVIIII»
(Epigrafe miliaria di Trisungo)
Dall'interpretazione epigrafica si ricava che la pietra miliare è stata posta sul ciglio della consolare durante l'XI consolato di Augusto per segnare il XCVIIII miglio da Roma. 
Nel Bullettino dell'Instituto di corrispondenza archeologica del 1867, la descrizione della lapide miliare di Trisungo è stata pubblicata a cura di Otto Hirschfeld, archeologo ed epigrafista tedesco, che l'ha elencata come la terza pietra ritrovata ed appartenuta alla via Salaria, segnata col numero 99 e distante 20 miglia da Ascoli. Ricorda che, oltre al Rea, anche Theodor Mommsen ha dedicato attenzione a questo reperto, ragionando così: «Centesimus lapis ubi fuerit cum ex XCVIIII Trisungi reperto satis constet, sequitur inde Asculum aliquanto plures lapides stetisse quam indicat itinerarium; accedit vicus Quintodecimo III M p. distans a Trisungo, sic dictus omonimo, quod XV M. p. ab Asculo aberat, unde clare apparet centesimum lapidem ab Asculo post septendecim alios stetisse. Quae emendatio debetur Kiperto.» Hirschfeld adduce che l'analisi di Heinrich Kiepert risulta errata poiché Trisungo dista da Quintodecimo 5 miglia e non 3 mentre Ascoli dista 20 miglia e non 18. Considera che per questa lapide, non essendo stata ritrovata nella sua collocazione originaria, é complicato individuarne la primitiva ed esatta ubicazione. Per questo si affida alle parole di Giorgio Paci che gli indica la presenza di una località, vicina a Trisungo, chiamata «Centesimo» che ritiene sia l'antica «Statio Ad Centesimum» segnata nell'Itinerario antonino. Adalberto Bucciarelli cita le parole dello storico Castelli che, riguardo all'indicazione delle miglia scriveva che si potesse accennare: «non ad un luogo determinato ma ad un limite teorico ed ufficiale a cui si arrestava la giurisdizione della Prefettura romana nel raggio di cento miglia attorno a Roma.» Il miliario è stato annoverato anche nell'elenco dei monumenti notevoli dell'Ascolano da Gabrielli che lo rappresenta come una «...colonna romana del tempo di Augusto, con iscrizione».

#### Il Ponte di Trisungo
Il ponte, realizzato con blocchi squadrati di pietra, che attualmente attraversa il corso del fiume Tronto e collega la statale Salaria con la viabilità minore diretta verso le frazioni di Faete, Spelonga e Colle, è una costruzione databile nel corso del XIX secolo, nel periodo compreso tra il 1850 ed il 1881. Questa collocazione temporale è desumibile dalle carte documentali del Catasto gregoriano che non riportano la presenza del manufatto nel foglio n. 2 della mappa di Spelonga del Comune di Arquata, presumibilmente redatta intorno alla metà dell'Ottocento. Il rilevamento dell'infrastruttura compare nella mappa dell'anno 1881, nell'allegato A.

#### Mulino a cilindri
Lungo il corso del fiume Tronto, era stato costruito lo scomparso mulino ad acqua, appartenuto alla famiglia Calvelli, che è stato acquistato, agli inizi del Novecento dalla famiglia Petrucci, attualmente proprietaria del mulino a cilindri.

### Architetture militari
Nel tessuto urbano del paese è ancora riconoscibile l'edificio della torre-dogana, una delle torri di avvistamento della Rocca di Arquata.